# Epitaphe der Uffkirche

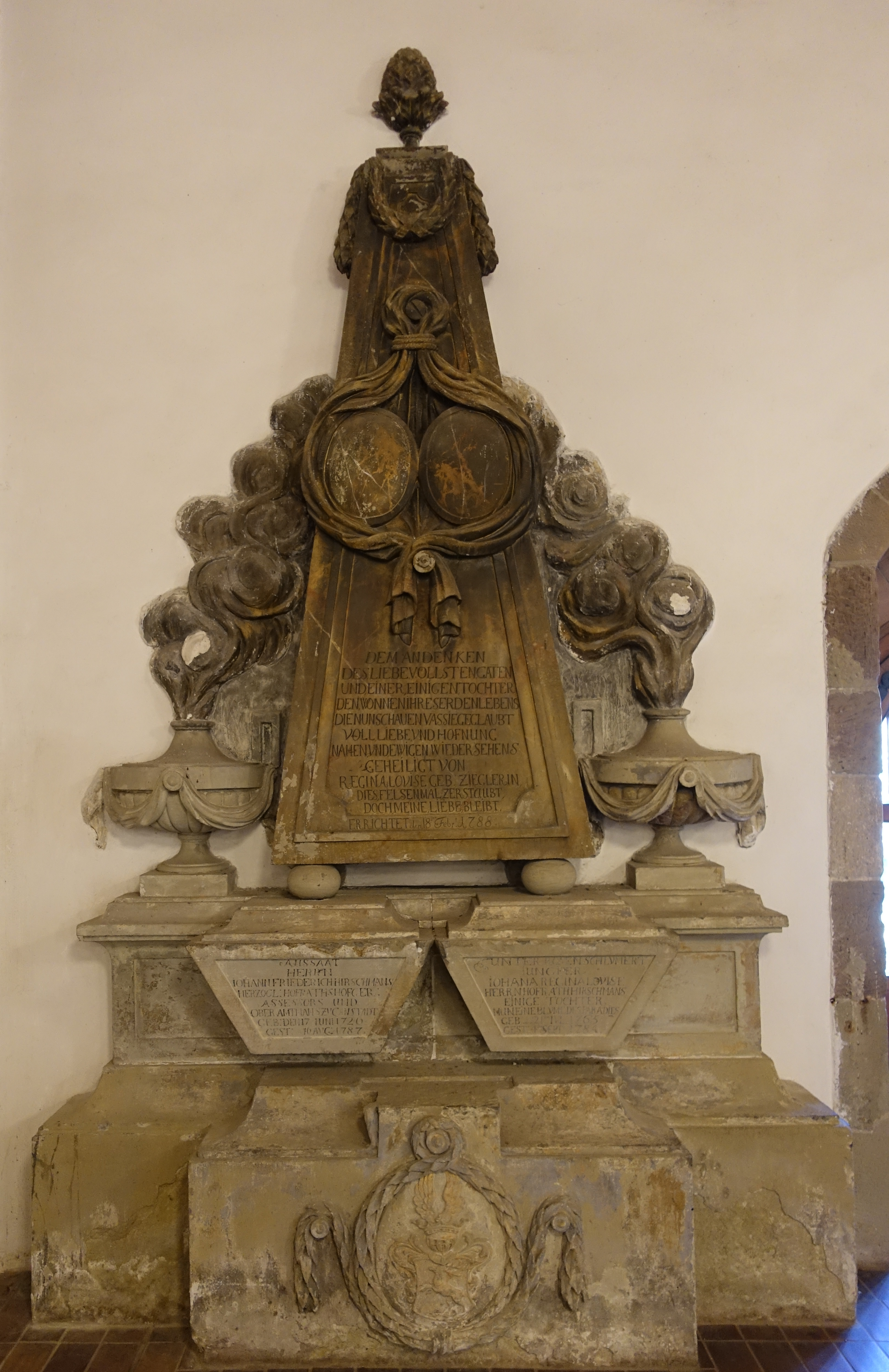
Epitaph für Johann Friedrich Hirschmann in der Uffkirche.

Die 14 Epitaphe der Uffkirche sind Grabmale an oder in der Uffkirche, die 1494 als Pfarrkirche auf dem Uff-Kirchhof in Stuttgart-Bad Cannstatt erbaut wurde und heute als Friedhofskapelle dient. Die Wandepitaphe aus dem 17. und 18. Jahrhundert wurden zum Gedenken an prominente Cannstatter Bürger errichtet, unter anderem die Bürgermeister Jakob Speidel und Jakob Spittler. Erhalten geblieben sind 8 Epitaphe an den Außenwänden und 6 an den Innenwänden der Kirche. Das Prunkepitaph für Jakob Speidel gehört zu den bedeutendsten Renaissance-Epitaphen in Württemberg.

## Außenepitaphe

### Übersicht
An den Außenwänden des Langhauses der Kirche haben sich 8 Epitaphe in unterschiedlichem Zustand erhalten. 2 Epitaphe an der Nordseite der Kirche, deren Oberflächen bis zur Unkenntlichkeit zerstört sind, werden in der folgenden Liste nicht berücksichtigt. Von 3 Epitaphen ist nur eine Inschriftentafel erhalten. Die übrigen 3 Epitaphe sind Renaissance-Epitaphe. Davon sind das Epitaph für Jakob Speidel und das Epitaph für Jakob Spittler vollständig und gut erhalten, das nur zum Teil erhaltene Epitaph für Georg Letslin ist teilweise stark beschädigt.
| - Links: Nordfassade mit 2 zerstörten Epitaphen und Epitaph Nr. 1. Rechts: Westfassade mit Epitaph Nr. 2. | - Südfassade mit Epitaph Nr. 3–6. | - Nord- und Westfassade der Uffkirche, 1889. |

### Liste
| → Spaltensortierung |
| - Eine Spalte sortieren: das Symbol im Spaltenkopf anklicken. Spalte Grab/Künstler: Sortierung nach dem Familiennamen. - Nach einer weiteren Spalte sortieren: Umschalttaste gedrückt halten und das Symbol anklicken. |

| Nr. | Bild | Standort | Name                     | Todesjahr | Beschreibung | Zustand                                    |
| --- | ---- | -------- | ------------------------ | --------- | --- | ------------------------------------------ |
| 1   |      | Nordwand | Jakob Speidel            | 1613      | Hauptartikel: Epitaph für Jakob Speidel Renaissance-Epitaph. Große Säulenädikula mit Beterfiguren der Verstorbenen unter dem Kruzifix, Gebälk mit Gedenkinschriften für die Ehefrauen, Giebelaufsatz mit symbolischen Kinderfiguren der Verstorbenen und den Familienwappen, Hängerelief mit Gedenkinschrift für Jakob Speidel. | sehr gut                                   |
| 2   |      | Westwand | Jonas Greulich           | 1613      | Hauptartikel: Epitaph für Jonas Greulich Inschriftenpostament mit Gedenkinschrift für Jonas Greulich, Giebelaufsatz verloren. | Teile fehlen, Inschrift teilweise unlesbar |
| 3   |      | Südwand  | Johann Jakob Rottweiler  | 1671      | Steintafel mit Gedenkinschrift für Johann Jakob Rottweiler. | Inschrift zu 2/3 verwittert                |
| 4   |      | Südwand  | Samuel Friedrich Ramßler | 1721      | Hauptartikel: Epitaph für Samuel Friedrich Ramßler Steintafel mit Totenkopfrelief und Gedenkinschrift für Samuel Friedrich Ramßler, seine Frau und seine Söhne. | Inschrift teilweise unlesbar               |
| 5   |      | Südwand  | Georg Letslin            | 1638      | Hauptartikel: Epitaph für Georg Letslin Renaissance-Epitaph. Große Säulenädikula mit Gedenkinschrift für Georg Letslin und seine Frau. Kleine Ädikula mit Giebelaufsatz verloren. | Teile fehlen, teilweise verwittert         |
| 6   |      | Südwand  | Jakob Spittler           | 1635      | Hauptartikel: Epitaph für Jakob Spittler Renaissance-Epitaph. Große Säulenädikula mit Gedenkinschrift für Jakob Spittler und seine Frauen, kleine Ädikula mit dem Familienwappen, Giebelaufsatz mit einem Orden. | gut                                        |

## Innenepitaphe

### Übersicht
An den Innenwänden der Kirche sind 6 Epitaphe angebracht, außerdem die Überreste von 2 Grabmälern, die bei der Erneuerung der Friedhofsmauern in die Kirche überführt wurden. 3 Epitaphe haben sich in gutem Zustand erhalten, die übrigen 3 Epitaphe sind teilweise beschädigt.

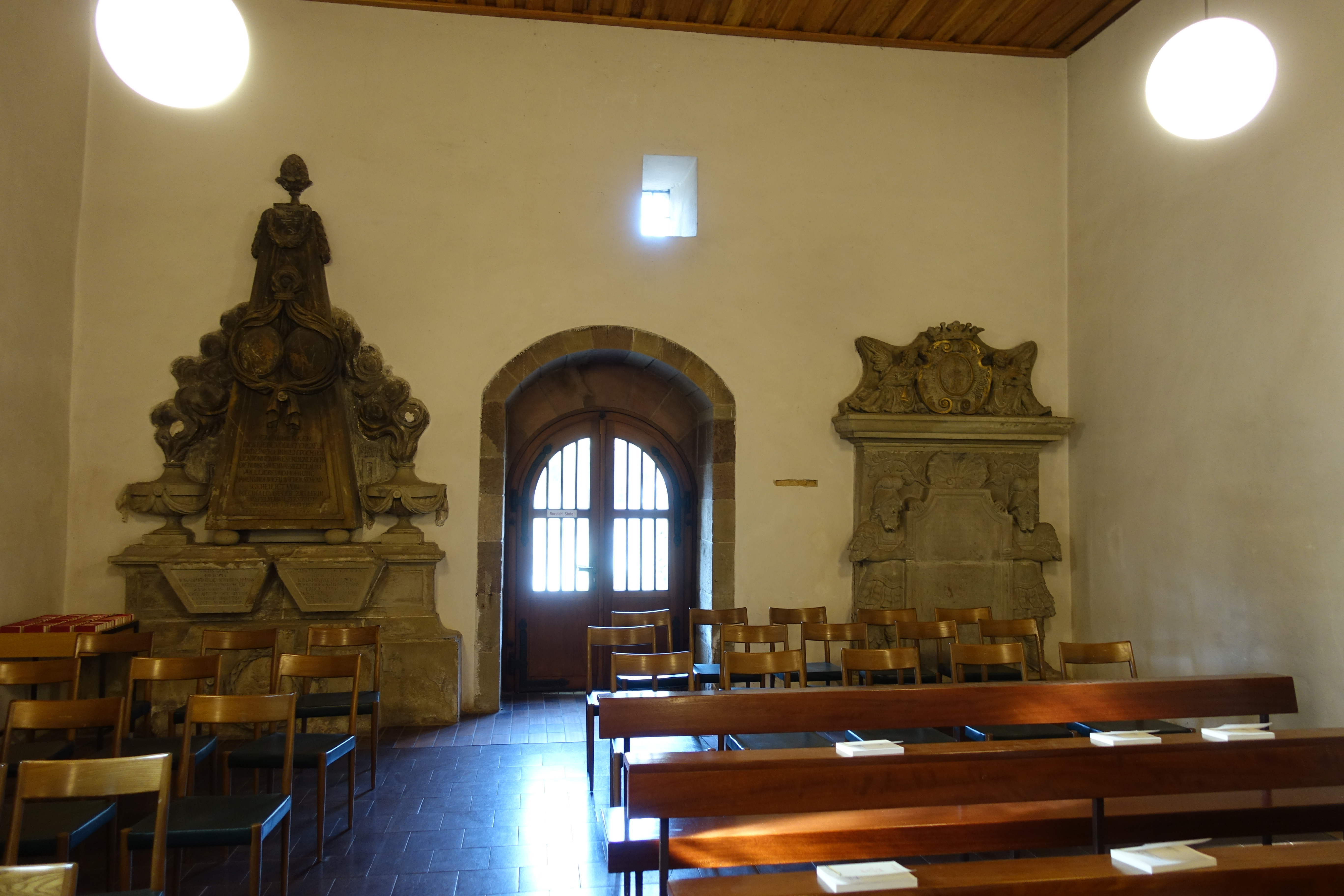
Westwand mit Epitaph Nr. 1 und 2.
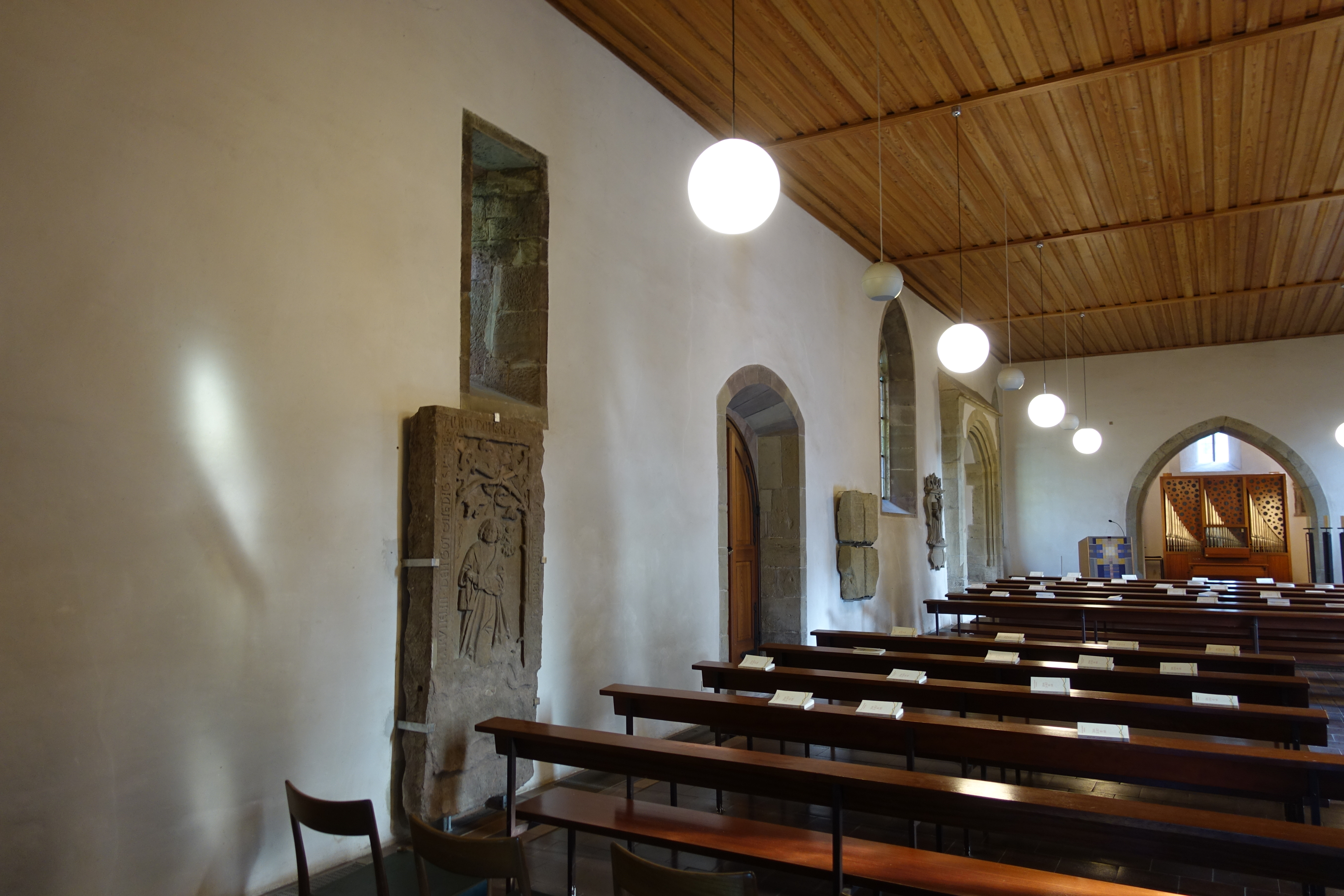
Nordwand mit Epitaph Nr. 3 und 4.
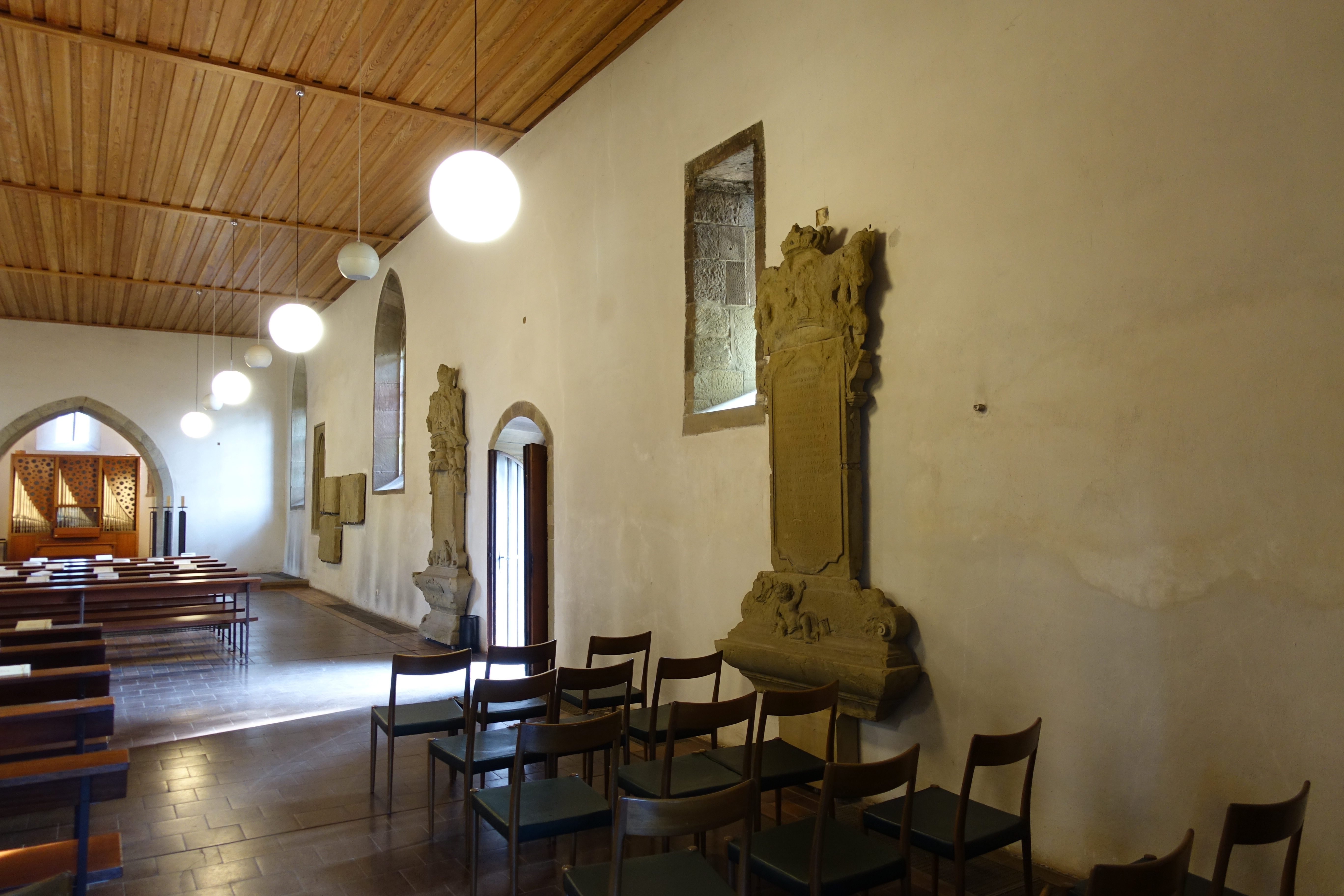
Südwand mit Epitaph Nr. 5 und 6.

### Liste
| → Spaltensortierung |
| - Eine Spalte sortieren: das Symbol im Spaltenkopf anklicken. Spalte Grab/Künstler: Sortierung nach dem Familiennamen. - Nach einer weiteren Spalte sortieren: Umschalttaste gedrückt halten und das Symbol anklicken. |

| Nr. | Bild | Standort | Name                           | Todesjahr | Beschreibung | Zustand            |
| --- | ---- | -------- | ------------------------------ | --------- | --- | ------------------ |
| 1   |      | Westwand | Johann Friedrich Hirschmann    | 1787      | Hauptartikel: Epitaph für Johann Friedrich Hirschmann Obelisk mit Inschrift und 2 Wappen, Stufenunterbau mit 2 Inschriftensteinen und dem Wappen der Familie Hirschmann.                                                  | gut                |
| 2   |      | Westwand | Johann Friedrich Rampacher     | 1749      | Hauptartikel: Epitaph für Johann Friedrich Rampacher Postament mit einer Inschriftentafel, flankiert von 2 römischen Soldaten, und Giebelaufsatz mit dem Wappenschild der Familie Rampacher, flankiert von 2 Engeln.      | gut                |
| 3   |      | Nordwand | NN Rümelin                     | ?         | Hauptartikel: Epitaph für NN Rümelin Relief mit einer knienden Beterfigur, umrahmt von einer Inschriftenleiste. | teilweise zerstört |
| 4   |      | Nordwand | Anna Catharina Johanna Steeben | 1602      | Hauptartikel: Epitaph für Anna Catharina Johanna Steeben Dreiteilige Epitaph mit dem Relief eines knienden, betenden Mädchens vor dem gekreuzigten Christus auf Golgatha, einer Inschriftentafel und einem Giebelaufsatz. | gut                |
| 5   |      | Südwand  | Jakob Bernhard Erhard          | 1743      | Hauptartikel: Epitaph für Jakob Bernhard Erhard Dreiteiliges Epitaph aus einem zweistufigen Unterbau, einer Inschriftentafel mit Puttenverzierung und einem Giebelaufsatz mit Wappendarstellungen.                        | stark beschädigt   |
| 6   |      | Südwand  | Johann Ulrich Mittler          | 1743      | Hauptartikel: Epitaph für Johann Ulrich Mittler Dreiteiliges Epitaph aus einem zweistufigen Unterbau, einer Inschriftentafel mit Puttenverzierung und einem Giebelaufsatz mit Wappendarstellungen.                        | beschädigt         |